# نه روی لبها
نه روی لبها (به انگلیسی: Not on the Lips) فیلمی محصول سال ۲۰۰۳ و به کارگردانی آلن رنه است. در این فیلم بازیگرانی همچون سابین آزما، ایزابل نانتی، اودره توتو، پیر آردیتی، دری کول، جلیل لیسپرت، دانیل پروو و لمبرت ویلسون ایفای نقش کرده‌اند.